# Calycopis petaurister
Calycopis petaurister is een vlinder uit de familie van de Lycaenidae. De wetenschappelijke naam van de soort werd als Thecla petaurister in 1907 gepubliceerd door Hamilton Herbert Druce.